# کانی شفا ۲
کانی شفا ۲ مربوط به عصر مس است و در شهرستان تکاب، بخش تخت سلیمان، دهستان ساروق، روستای چوبلو واقع شده و این اثر در تاریخ ۷ اسفند ۱۳۸۵ با شمارهٔ ثبت ۱۷۷۳۰ به‌عنوان یکی از آثار ملی ایران به ثبت رسیده است.